# 1931 na música

## Música Popular
- Sílvio Caldas: Faceira, de Ary Barroso
- Mário Reis em dupla com Francisco Alves: O que será de mim?, de Ismael Silva

## Nascimentos

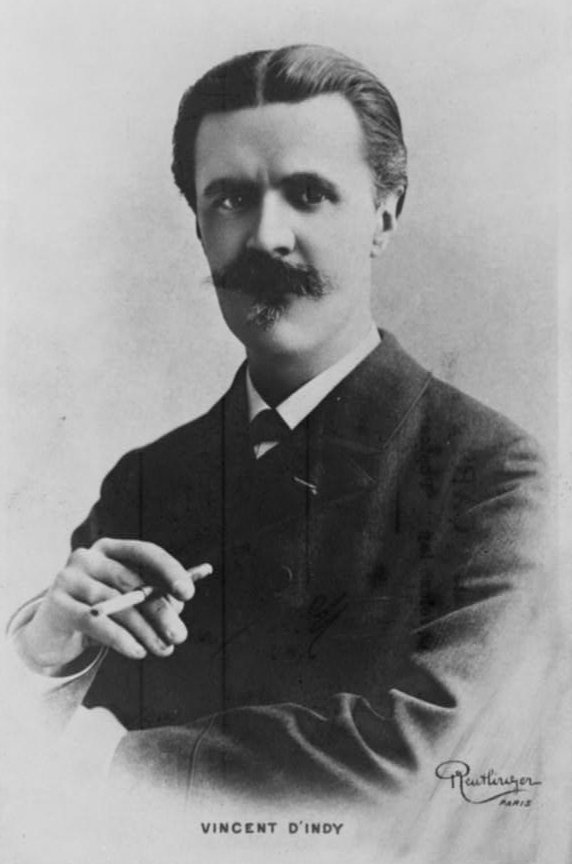
Vincent d'Indy.

| Data            | Nome             | Profissão        | Nacionalidade | Observações | Ref |
| --------------- | ---------------- | ---------------- | ------------- | ----------- | --- |
| 10 de Fevereiro | Cauby Peixoto    | cantor           | Brasil        | m. 2016     |     |
| 8 de Maio       | Adelaide Chiozzo | atriz e cantora  | Brasil        |             |     |
| 10 de Junho     | João Gilberto    | músico           | Brasil        | m. 2019     |     |
| 27 de Agosto    | Luiz Chaves      | contrabaixista   | Brasil        | m. 2007     |     |
| 27 de Setembro  | Freddy Quinn     | cantor           | Áustria       |             |     |
| 19 de Outubro   | Manolo Escobar   | cantor e ator    | Espanha       | m. 2013     |     |
| 24 de Dezembro  | Mauricio Kagel   | compositor       | Argentina     | m. 2008     |     |
| 29 de Dezembro  | Rebecca Pan      | cantora e actriz | China         |             |     |

## Mortes
| Data          | Nome            | Profissão      | Nacionalidade  | Observações | Ref |
| ------------- | --------------- | -------------- | -------------- | ----------- | --- |
| 4 de Julho    | Buddie Petit    | músico de jazz | Estados Unidos | n. 1890     |     |
| 6 de Agosto   | Bix Beiderbecke | músico de jazz | Estados Unidos | n. 1903     |     |
| 2 de Dezembro | Vincent d'Indy  | compositor     | França         | n. 1851     |     |